# Rue des Cordeliers (Nantes)
Pour les articles homonymes, voir Rue des Cordeliers.
La rue des Cordeliers est une voie de Nantes, en France.

## Situation et accès
Située dans le centre-ville de Nantes, la rue des Cordeliers, qui relie la rue du Refuge à la rue Saint-Jean, est bitumée et ouverte à la circulation automobile. Elle ne rencontre aucune autre voie.

## Origine du nom
Le nom fait référence à l'ordre franciscain ayant occupé le couvent au sein duquel son tracé a été créé.

## Historique
Les Cordeliers s'installent à Nantes au XIIIe siècle, avant 1253. Le terrain sur lequel ils commencent la construction de leur couvent est à l'origine seulement occupé, au sud, par une chapelle (sans doute appelée chapelle Saint-Michel), édifiée en 1232 par l'évêque Henri Ier. Celle-ci est construite en appui sur une partie de l'enceinte gallo-romaine, qui a perdu à cet endroit sa vocation défensive, puisque Pierre Mauclerc a fait édifier peu de temps auparavant une nouvelle muraille, passant plus à l'est et au nord, le long de l'Erdre. La zone ou se trouve l'actuelle rue du Refuge se situe au nord est du terrain occupé par le couvent, et donc dans la partie intra-muros depuis le XIIIe siècle.
À la fin du XVIIIe siècle, l'établissement est sous la pression des opérations d'urbanisme menées par les architectes Jean-Baptiste Ceineray puis Mathurin Crucy. La création de la « place du Département »
(devenue depuis place Roger-Salengro), puis celle de la « rue Royale » (rue du Roi-Albert), se fait en rognant sur les jardins au nord-est de la propriété des Cordeliers. Une nouvelle rue entre la « place du Département » et la « rue des Cordeliers » (ancienne), la « rue Saint-François » (devenue rue d'Aguesseau), est ouverte en 1786.
Les religieux sont chassés du couvent en 1791, lors de la Révolution française. En 1811, les Dames Blanches (religieuses Carmélites) achètent l'établissement et le donnent, en 1812, aux religieuses de l'ordre de Notre-Dame de Charité du Refuge, ou « Dames de la Retraite », qui installent jusqu'en 1825 un établissement, « le Refuge », qui donne son nom à la voie qui est apparue à l'est de l'ancien couvent, entre 1800 et 1818. Cette rue est classée voie publique en 1839.
La partie nord est totalement reconstruite. Fondée en 1817 par les frères des écoles chrétiennes, l'école privée Saint-Pierre s'installe rue du Marais, puis place Saint-Vincent, avant d'occuper l'hôtel Rosmadec jusqu'en 1926, année au cours de laquelle ce bâtiment devient une partie de l'hôtel de ville, tandis que l'école est transférée dans l'ancien couvent des Cordeliers.
En 1835, la rue des Cordeliers est percée, entraînant la destruction de l'église conventuelle ; en effet le tracé de la voie est à l'emplacement exact de la nef du sud, de la chapelle de Notre-Dame d'Espagne et de la chapelle de Notre-Dame de Pitié. La plus grande partie de l'ancien couvent se trouve au nord de cette voie, et est intégrée plus tard à l'école privée Saint-Pierre ; une petite partie, au sud, constituée de trois anciennes chapelles (d'est en ouest : la chapelle de Ruiz, la chapelle de Saint-Martin-d'Aranda, et la chapelle de Compludo-Miranda), est englobée par la suite dans l'école privée Saint-Vincent-de-Paul.
Les anciens bâtiments du couvent sont peu à peu détruits, en 1869, 1874 et 1924. Cette dernière phase de démolition a été l'objet d'études, notamment par Paul Jeulin (voir en bibliographie). Les parties le long de la rue des Cordeliers sont parmi les derniers vestiges de l'établissement d'origine.
D'abord appelée « rue des Marchands », puis, en 1855, « petite rue du Refuge », la voie devient « rue des Cordeliers » en 1901.
Une opération immobilière dans la rue des Cordeliers, en 2011, a suscité une levée de boucliers pour la préservation du patrimoine.